# Monforte de Moyuela
Monforte de Moyuela es un municipio y localidad española de la provincia de Teruel, en la comunidad autónoma de Aragón. El término municipal, ubicado en la comarca del Jiloca, tiene una población de 75 habitantes (INE 2024).

## Toponimia
Según la tradición popular, se dice que al principio se denominaba Montefuerte y que por contracción del vocablo acabó en Monforte. El nombre del municipio podría tener su origen a partir de un nombre de persona (hay topónimos de tipo Montfort en Francia con origen antroponímico).
Monfort es como aparece ya en la Carta Puebla de 1157:

In nomine sancte et individue trinitatis. Ego Raimundus Dei gracia comes barchinonensis et princeps aragonensis facio hanc cartam donationis et cesionis vobis omnibus populatoribus de Monfort qui ibi estis populati veneritis.

También aparece como Monfort, o con alguna variante, en la confirmación de iglesias que hace el papa Adriano IV al obispo de Zaragoza en 1159 (Montfort), en la lista de primicias de 1279-1280 y en el Fogaje de 1495. En el "Libro de la manifestación del moravedí de las aldeas de la ciudad de Daroca" (1373) se escribe Moffort.
Por castellanización acabó en Monforte, y desde 1916 es denominado oficialmente ya como Monforte de Moyuela.

## Geografía

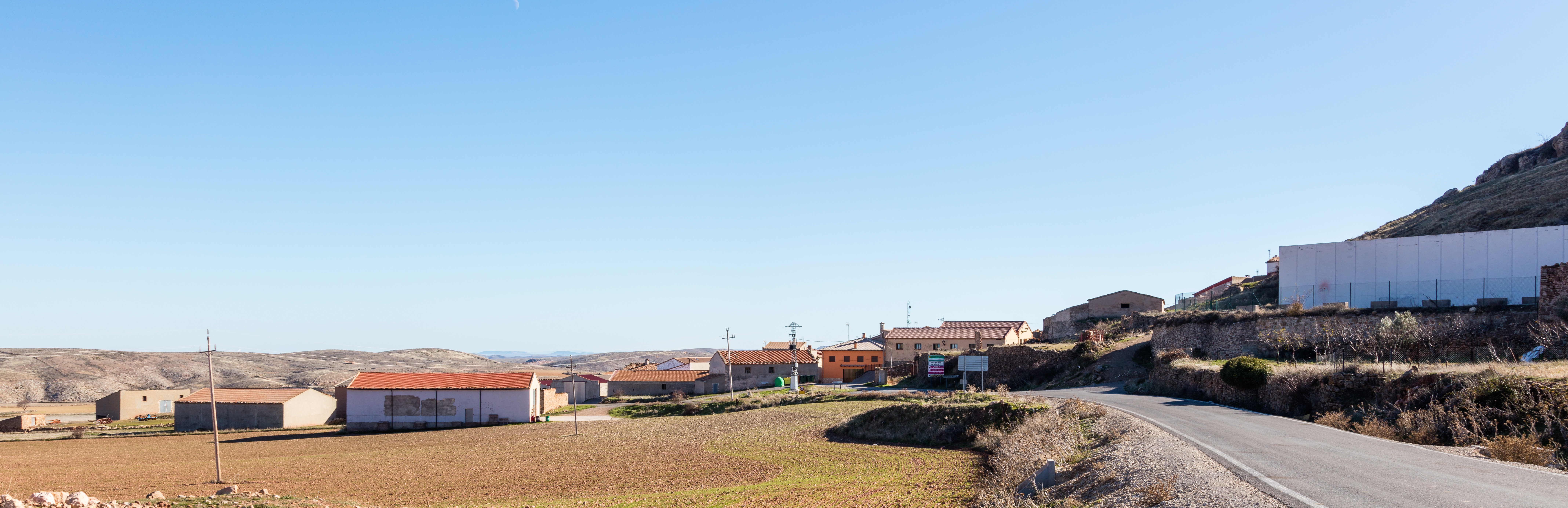
Vista general

Se encuentra a 121 km de la capital de la provincia. El municipio tiene una superficie de 47,74 km². Monforte se encuentra situado al pie de la sierra de Oriche (sistema Ibérico), a una altitud de 1008 m sobre el nivel del mar, en la margen derecha del río Moyuela, Nogueta o Santa María. 

## Historia
Monforte estaba emplazado originalmente junto a su castillo, desplazándose después al llano. Tuvo, desde los inicios de la Reconquista, una gran importancia estratégica: era el punto de contacto entre la depresión del Ebro y las serranías ibéricas, en la extremadura aragonesa.
Monforte aparece como una de las menciones documentales más antiguas de la redolada, ya que se repobló en 1157, año en que Ramón Berenguer IV lo toma dándole Carta de Población, con los fueros de Zaragoza y fijando los términos del lugar. Durante un breve periodo de tiempo fue cabeza de una Comunidad de Aldeas, para integrarse a continuación en la Sesma de Trasierra, una de las cinco o seis en las que se dividía la Comunidad de Daroca.
A mediados del siglo XIX, el lugar tenía contabilizada una población de 496 habitantes. Aparece descrito en el decimoprimer volumen del Diccionario geográfico-estadístico-histórico de España y sus posesiones de Ultramar de Pascual Madoz de la siguiente manera:

MONFORTE: l. en la prov. de Teruel (16 leg.), part. jud. de Segura (2), dióc. y aud. terr. de Zaragoza (12), c. g. de Aragon. Se halla sit. en el límite N. de la prov. confinando con la de Zaragoza, en la márg. der. del r. Moyuela y cerca de la carretera que de Segura pasa á Loscos y Noguera: goza de buen clima y libre ventilacion, no conociéndose enfermedades malignas. Se compone de 130 casas de mediana construccion distribuidas en calles llanas y bien empedradas: tiene á la parte S. del pueblo una fuente de muy buena y abundante agua con abrevador y lavador: igl. parr. de segundo ascenso dedicada á la Ascension de Ntra. Sra. y servida por un cura de concurso y provision ordinaria; la parroquialidad reside en la actualidad en la pequeña ermita de la Virgen de Belen por haber destruido el templo los carlistas en la última guerra, y por ultimo un cementerio que en nada perjudica á la salud pública. Confina el térm. por el N. con el de Loscos y Plenas, este último de la prov. de Zaragoza part. de Belchite; E. Obon; S. Rodilla, y O. Piedrahita y Mezquita; tiene este term. dos horas de long. y 1 1/2 de lat. y en él se encuentran 4 ermitas dedicadas al Santo Sepulcro, á San Jorge, á Ntra. Sra. del Pilar, á San Macario y San Antonio; le cruza el r. Moyuela con cuyas aguas se riegan parte de las tierras de este pueblo. El terreno es de regular calidad teniendo de labor roturada unas 1,800 obradas, quedando otras muchas eriales y sin roturar; tiene montes que crian romeros y aliagas y por la parte de Rudilla y Piedrahita, nacen muchos arróyuelos cuyas márgenes están pobladas de chopos. Los caminos son de herradura teniendo la carretera de que hemos hecho mérito. El correo se recibe de la cab. del part. dos veces en la semana. prod.: trigo de escelente calidad, cebada, avena, patatas, legumbres y azafran: hay algun ganado lanar y cabrío y caza de liebres, conejos y perdices. ind. esclusivamente la agrícola. pobl.: 124 vec., 496 alm. riqueza imp.: 46,512 rs.
(Madoz, 1848, p. 499)

En 1877 se agregó al término municipal monfortino la pardina de Otón, con la condición de pagar un censo a la encomienda de Santiago, de Montalbán.
Hasta la reforma de la nomenclatura municipal de 1916 el municipio se llamaba simplemente Monforte. En dicha fecha su nombre fue modificado por el de Monforte de Moyuela.

## Demografía
Cuenta con una población de 75 habitantes (INE 2024).
| Gráfica de evolución demográfica de Monforte de Moyuela entre 1842 y 2021 |
| |
| Población de derecho según los censos de población del INE Población de hecho según los censos de población del INEEn estos censos se denominaba Monforte: 1842, 1857, 1860, 1877, 1887, 1897, 1900 y 1910 |

## Administración y política
| Legislatura | Alcalde                     | Partido |
| ----------- | --------------------------- | ------- |
| 1979-1983   | Adolfo Hipólito Roche Gadea | UCD     |
| 1983-1987   |                             | PP      |
| 1987-1991   |                             | PP      |
| 1991-1995   |                             | PSOE    |
| 1995-1999   | Pedro Ángel Gadea de Cortes | PAR     |
| 1999-2003   | Pedro Ángel Gadea de Cortes | PAR     |
| 2003-2007   | Carmelo Esteban Lacasa      | PSOE    |
| 2007-2011   | Carmelo Esteban Lacasa      | PSOE    |
| 2011-2015   | José Gracia Plou            | PAR     |
| 2015-2019   | José Gracia Plou            | PAR     |
| 2019        | Paula Delmás Biel           | PP      |

| Partido político    | Partido político                                   | 1979   | 1983   | 1987   | 1991   | 1995   | 1999   | 2003   | 2007   | 2011   | 2015   | 2019   |
| Partido político    | Partido político                                   | Ediles | Ediles | Ediles | Ediles | Ediles | Ediles | Ediles | Ediles | Ediles | Ediles | Ediles |
|                     | Chunta Aragonesista (CHA)                          | —      | —      | —      | —      | —      | —      | —      | —      | —      | —      | 1      |
|                     | Partido Aragonés (PAR)                             | —      | —      | —      | —      | 1      | 1      | 0      | 0      | 2      | 3      | 1      |
|                     | Partido Comunista de España (PCE)                  | —      | 0      | —      | —      | —      | —      | —      | —      | —      | —      | —      |
|                     | Partido Popular de Aragón (PP)                     | —      | 4      | 5      | —      | 0      | 0      | 0      | 0      | 0      | —      | 1      |
|                     | Partido de los Socialistas de Aragón (PSOE-Aragón) | —      | 1      | —      | 5      | —      | 0      | 1      | 1      | 1      | —      | 0      |
|                     | Unión de Centro Democrático (UCD)                  | 5      | —      | —      | —      | —      | —      | —      | —      | —      | —      | —      |
| Total de concejales | Total de concejales                                | 5      | 5      | 5      | 5      | 1      | 1      | 1      | 1      | 3      | 3      | 3      |

## Patrimonio

### Monumentos religiosos

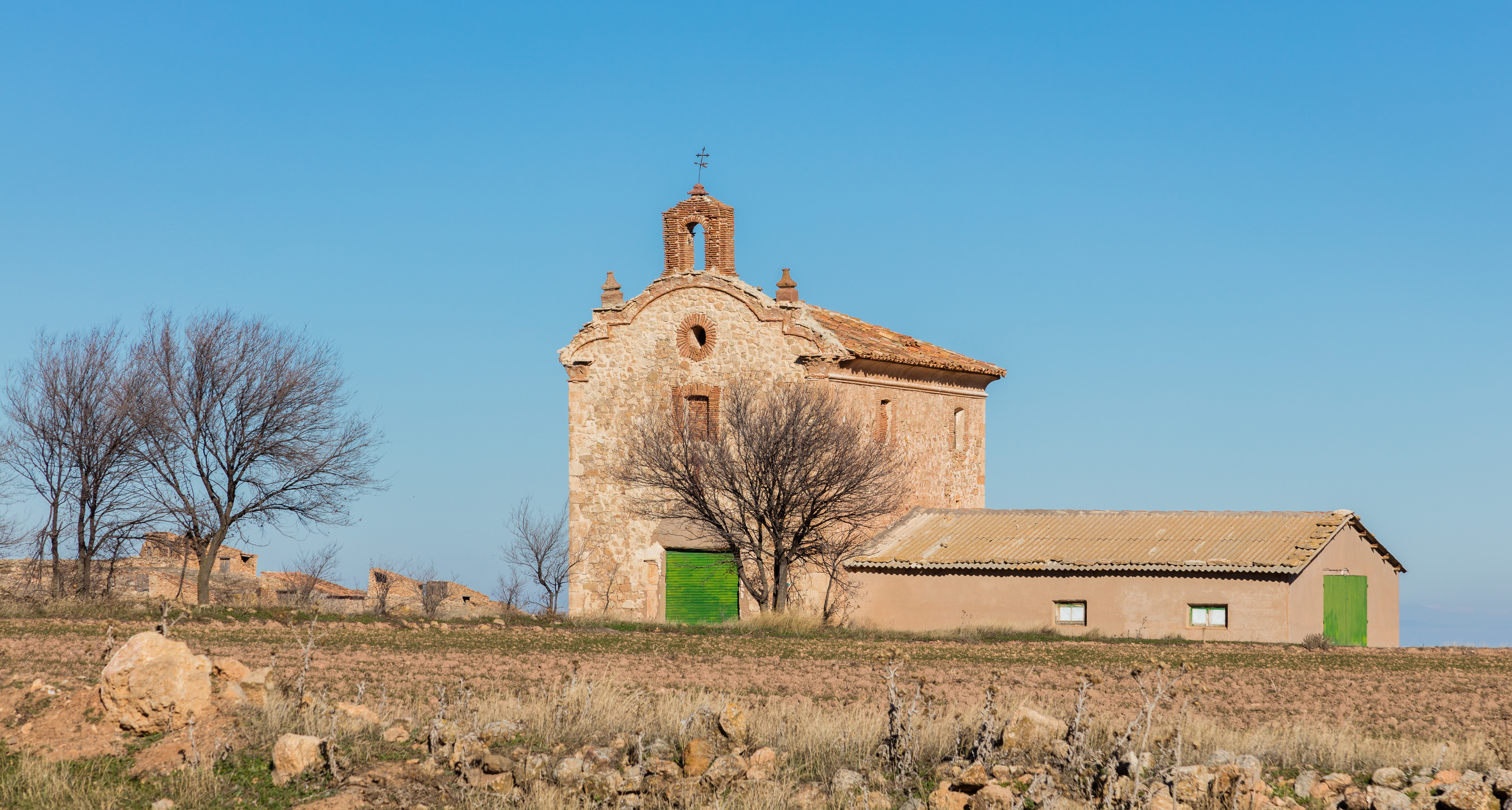
Ermita del Santo Sepulcro.

- Iglesia parroquial de Nuestra Señora de la Asunción (siglos XVI al XVIII). Edificada a expensas de los vecinos, tras ser destruida la antigua durante las guerras carlistas; se terminó su construcción en 1847, aunque en 1849 todavía faltaba la torre.
- Ermita de la Virgen de Belén (siglo XVIII), con precedentes góticos.
- Ermita de la Virgen del Pilar. Consta de una nave de medio cañón sobre un arco fajón. La fachada presenta un pórtico a los pies y sobre éste se abre un arco muy tosco realizado en piedra sin trabajar encajada a hueso; sobre la clave de éste hay un pequeño vano de descarga. Actualmente de propiedad privada.
- Ermita del Santo Sepulcro (1791). Construcción de mampostería, de una nave de un tramo cubierta con bóveda vaída y lunetos. Actualmente de propiedad privada.

### Monumentos civiles
- Castillo (siglo XII). Situado en el cabezo que domina el pueblo, de gran valor estratégico al situarse en la primera línea de serranías al sur de la depresión del Ebro. De la edificación original, sólo se conservan las bases de dos torreones de mampostería.
- Restos de la presa romana (siglo I), situados en el estrecho de la Virgen del Pilar, en el río Santa María.
- Fuente (1954), conjunto formado por una fuente de cuatro caños, el lavadero, un abrevadero y la balsa.

## Camino del Cid

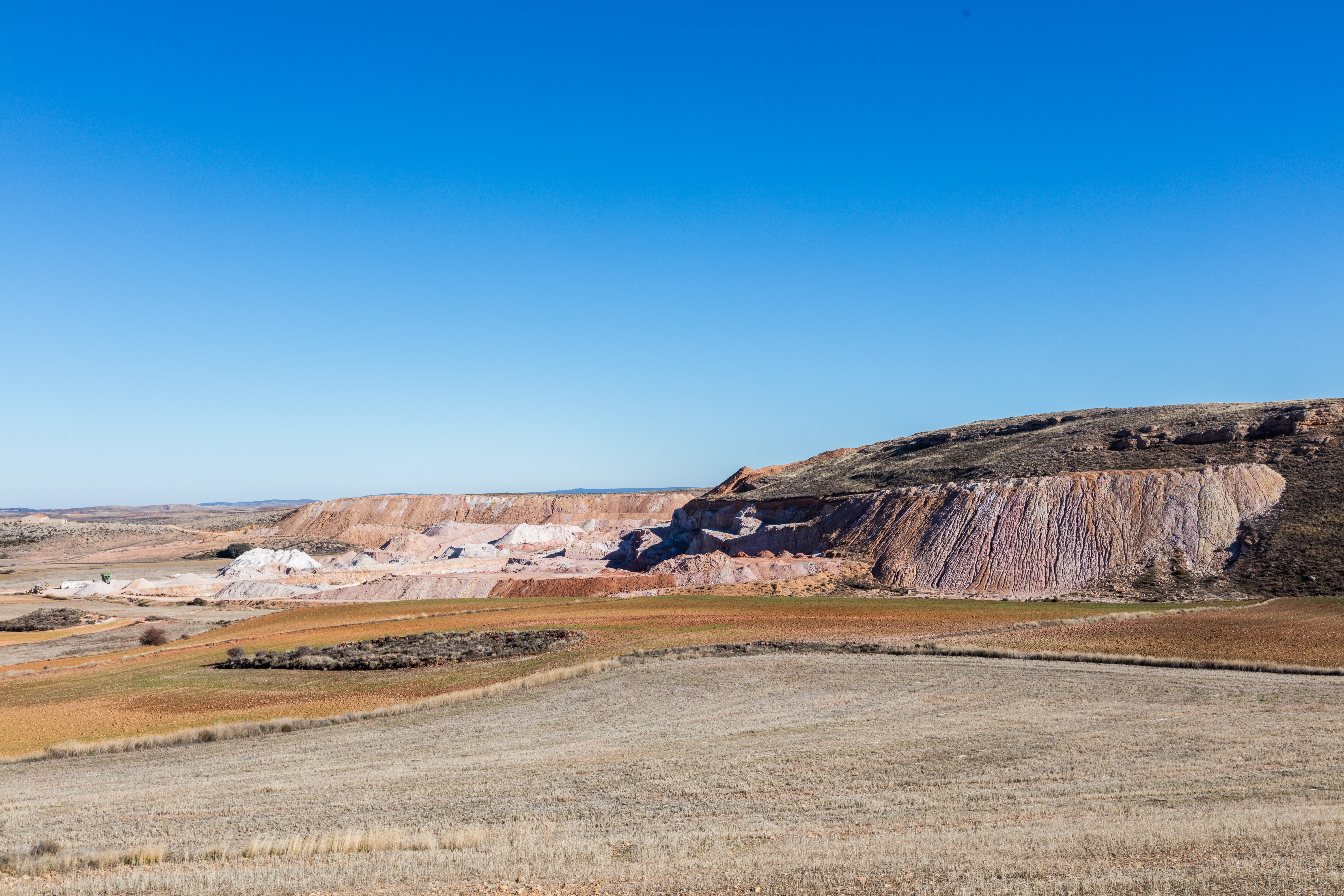
Cantera en el municipio.

La localidad está incluida en la Ruta del Cid, creada en 1999 por diversas diputaciones provinciales para conmemorar el noveno centenario de la muerte del Cid Campeador, ya que es Monforte uno de los pueblos por donde pasó este personaje. La prueba de ello es que aparece reflejado en el propio Cantar de mío Cid, libro en el cual se ha basado la ruta:

Hya va el mandado por las tierras todas,

pesando va a los de Monçon [Monforte] e a los de Huesca [Huesa del Común].

## Fiestas
- San Antón, patrón de las bestias (17 de enero). Hogueras y bendición de animales.
- San Blas, patrón de Monforte (3 de febrero). Procesión con la imagen del santo por las calles del municipio, bendición de dulces y reparto de roscón bendecido.
- Romería a la ermita de la Virgen del Pilar (tercer sábado de mayo, aunque su fecha real es el Lunes de Pentecostés). Se celebra misa en esta ermita, situada cerca de los estrechos del río Santa María, tras la cual el Ayuntamiento ofrece un "refresco popular". Gran parte de los asistentes realiza a continuación una comida campestre al aire libre.
- Fiestas mayores en honor a la Exaltación de la Santa Cruz (mediados de agosto, aunque en realidad es el 14 de septiembre). Las típicas fiestas veraniegas de los pueblos, con actos religiosos, festivales de jota, juegos tradicionales y para los más pequeños, concursos y verbenas.

## Tradiciones
- Birlas, juego tradicional (similar a los bolos) que practican hoy en día las mujeres. Anualmente se organiza un campeonato local coincidiendo con las fiestas patronales.

## Asociación sociocultural
Monforte de Moyuela cuenta con una asociación sociocultural llamada Montefuerte, fundada en 1990 y con sede en la antigua escuela de niñas. El nombre de esta asociación proviene del primitivo nombre del pueblo y realiza todo tipo de actividades culturales; desde excursiones a comidas, pasando por cursos, juegos para los más pequeños y la típica participación en la Ofrenda de Flores a la Virgen del Pilar.

## Personas notables
- Francisco Azorín Izquierdo (Monforte de Moyuela, 1885-México, 1975), arquitecto y político socialista.